# Borís Bóndarev
Borís Bóndarev (en ruso: Борис Бондарев) es un diplomático ruso que trabajó para la misión permanente de Rusia ante la Oficina de las Naciones Unidas en Ginebra en Suiza desde 2019 hasta su renuncia en mayo de 2022 en protesta por la invasión rusa de Ucrania.

## Carrera
En 2002, Bóndarev comenzó a trabajar para el Ministerio de Relaciones Exteriores de Rusia en Moscú, como asesor en no proliferación nuclear. Desde 2019, fue uno de los consejeros de la misión de la Federación de Rusia ante la Oficina de las Naciones Unidas y otras organizaciones internacionales en Ginebra.
El 23 de mayo de 2022, Bóndarev anunció que había renunciado a su cargo en protesta por la invasión rusa de Ucrania, refiriéndose a la invasión como una «guerra de agresión», diciendo que no solo era un crimen contra el pueblo ucraniano, sino también «el crimen más grave contra el pueblo de Rusia, con una letra Z en negrita tachando todas las esperanzas y perspectivas de una sociedad libre y próspera en nuestro país».
Bóndarev declaró que varias veces había expresado su preocupación por la invasión con el personal superior de la embajada, pero le dijeron que mantuviera la «boca cerrada para evitar ramificaciones». También dijo que no esperaba que otros diplomáticos lo siguieran, y que el objetivo de los organizadores de la guerra era «permanecer para siempre en el poder». El exjefe de la Conferencia de Seguridad de Múnich y exdiplomático Wolfgang Ischinger propuso permitir que Bóndarev hablara en el Foro Económico Mundial en Davos.
Al día siguiente, el portavoz del Kremlin, Dmitri Peskov, dijo a los periodistas cuando se le preguntó sobre las declaraciones: «Nosotros en el Kremlin no estamos familiarizados con esta carta. Si era un empleado del Ministerio de Relaciones Exteriores, probablemente sea una pregunta para el ministerio». También afirmó que «este señor se opuso a la opinión general consolidada de nuestro país».
Desde que anunció su renuncia como diplomático, vive exiliado en Suiza, bajo protección de la policía Federal del país y en un lugar sin determinar.